# Gilbert Gilles
Gilbert Gilles né le 11 février 1922 à Fougères-sur-Bièvre - 31 décembre 2009 à Vendôme, est un militant d'extrême droite français.

## Biographie
En 1939, à 17 ans, il s'engage comme volontaire dans l'armée française. Fait prisonnier pendant la Seconde Guerre mondiale, il prétend, après la guerre, dans ses romans, intégrer la Waffen SS (au sein de la Division Charlemagne, avec le grade de Oberscharführer), et combattre notamment en Ukraine du Nord,, ce qu'il ne peut prouver à aucun moment de sa vie par des témoignages de survivants français de la Waffen SS ou étrangers, ou par des écrits authentiques.
Capturé en 1945, et condamné à la prison pendant l'épuration, il est libéré en 1948 et se reconvertit dans le cyclisme : licencié à la Fédération française de cyclisme, il travailla dans la manufacture vendéenne de motocycles Origan, et participa au Tour d'Algérie en 1949.
Gilbert Gilles a ensuite appartenu à l'OAS, puis adhéra au Front national (FN) de Jean-Marie Le Pen : il fut chargé de mission par ce dernier en 1984 afin de récolter des fonds en Afrique, mais fut écarté par Jean-Pierre Stirbois. Il s'est consacré dès lors à l'écriture de ses mémoires dont la véracité, concernant au moins ceux de la seconde guerre mondiale, est plus que mise en doute par les authentiques et reconnus vétérans de la Division Charlemagne eux-mêmes dont aucun ne se rappelle l'avoir vu combattre à ses côtés. A cet effet, Gilbert Gilles n'a jamais pu apporter la moindre preuve de son engagement et de ses combats au sein de la Waffen SS française.

## Ouvrages
- Un ancien Waffen SS raconte: L'ultime assaut (2 tomes), 479 pages, GM International, 1989
- SS Kommando, 1994  (ISBN 978-2950857101)
- Bielgorod: Dernière victoire du SS Panzer-Korps, 1995
- Citadelle, la bataille de Koursk, 1997
- Shitomir, 1998  (ISBN 978-2950857132)
- Waldtaube. Protection des convois, 1999
- 20 juillet 44 : attentat contre « Jules », mort de Lehner et d'Ingrid, 2003
- La France, la taule, l'Afrique, 2005  (ISBN 978-2950857170)